# Maria Veronica Rossi
Pour les articles homonymes, voir Rossi.
Maria Veronica Rossi, né le 22 septembre 1988 à Ferentino dans le Latium, est une femme politique italienne, députée européenne depuis le 6 avril 2023 en remplacement de Simona Renata Baldassarre.